# Кислаковский, Евгений Диодорович
Евгений Диодорович Кислаковский (1860 — ~1930-е) — русский учёный—химик, минералог. Хранитель коллекций Минералогического музея Московского университета. Многолетний помощник и соратник академика В. И. Вернадского и профессора М. И. Толстопятова.

## Биография
Родился в 1860 году.
Окончил Московский университет. Химик, минералог.
Магистр фармации.
С 1886 года — действительный член Московского общества испытателей природы (МОИП).
С 1886 года — Хранитель коллекций Минералогического музея Московского университета.
С 1888 по 1894 год — казначей Московского общества испытателей природы (МОИП).
Создатель (совместно с проф. М. А. Толстопятовым) и руководитель Химической аналитической лаборатории Минералогического кабинета Московского университета. Подробно и многократно упоминается академиком Вернадским в дневниках.
В 1894 году на IX Съезде русских естествоиспытателей и врачей — секретарь секции Минералогии и геологии.
В 1897 году отошёл от научной деятельности.
Дата и место смерти неизвестны.

## Некоторые труды
Липецкий железисто-илистый торф / [Соч.] Ев. Д. Кислаковского. — М.: Имп. Моск. о-во испытателей природы, 1886. — 12 с.; 24 см. — Отт. из «Bul. d. I. Soc. imp. d. nat. de Moscou». 1886, № 3.
Химический характер Липецких минеральных вод / [Соч.] Хранителя Мин[ер]. каб. Имп. Моск. ун-та Е. Кислаковского. — М.: Унив. тип. (М. Катков), 1887. — [2], 25 с.; 23 см. — Отт. из «Bul. de la Societe imp. des naturalistes de Moscou». 1887, № 2. — Библиогр.: с. 24
Годичный отчет Императорского Московского общества испытателей природы за 1888—1889 г. / МОИП, сост. Е. Д. Кислаковский, — Москва : Издательство МОИП, 1889 . — 9 с.
Михаил Александрович Толстопятов / Е. Д. Кислаковский. — М.: Унив. тип., 1891. — 15 с.; 23 см
Систематический ход химического анализа при помощи паяльной трубки / Труд Е. Д. Кислаковского, хранителя Минералогического кабинета Императорского Московского университета, Москва : Типо-лит. т-ва И. Н. Кушнерев и К°, 1892, 58 стр.

## Семья
Отец — Кислаковский Диодор Иванович (1828 — 18 июля 1893) — статский советник. Похоронен в некрополе Алексеевского монастыря.
Мать — Кислаковская Клеопатра Николаевна (1836 — 8 октября 1887).
Брат — Кислаковский Леонид Диодорович (1870 — ??). Окончил Императорское Московское техническое училище в 1894 году. Инженер-технолог. Инженер при главной складочной таможне, Санкт-Петербург.